# Heterangaeus japonicus
Heterangaeus japonicus är en tvåvingeart. Heterangaeus japonicus ingår i släktet Heterangaeus och familjen hårögonharkrankar.

## Underarter
Arten delas in i följande underarter:
- H. j. crenatus
- H. j. japonicus